# 陳庭欣
陳庭欣（1987年8月27日—），廣東順德人，香港永久居民，香港女演員，《2010年度香港小姐競選》冠軍，現為無綫電視經理人合約藝人。

## 個人經歷
陳庭欣是廣東順德人。她是家中獨女，早年於香港島黃竹坑警察宿舍長大，父親任職警察。她在1999年畢業於嘉諾撒聖方濟各學校，在校時與歌手黎美言為同學。其後入讀嘉諾撒培德書院，中三畢業後到英國北威爾斯升讀Howell's School。2006年至2009年期間於曼徹斯特大學修讀環境科學系學士課程。入行前為伯樂（Bó Lè Associates）香港分公司的研究員（2009年），負責收集資料協助公司處理獵頭工作。另外，她亦曾在2010年於英國雨果博斯分公司擔任西裝專家。在2011年於銅鑼灣登龍街開設日式餐廳「Jaga Dining Room 」榮升為老闆。
陳庭欣是《2010年度香港小姐競選》冠軍，現為無綫電視經理人合約藝員，主要參演電視劇及主持節目。近年為無綫電視監製林志華的常用演員。

## 感情生活
陳庭欣曾與無綫男藝人翟威廉交往5年後分手，女方以「看不到二人有將來」回應緋聞作結。男方在訪問中承認關係結束，但稱與她變成「best friend」。
2017年，陳庭欣被指與富有大狀唐偉倫（Warren）拍拖。2018年6月，她被傳出與彩豐行老闆楊振源（Benny）的戀情，在接受訪問時直認兩人目前了解中，希望可以給予他們空間。後來在社交網站貼出拍拖相片，並附上主題標籤「人生第一次放閃」。2019年，楊振源投資1200萬元開設健身中心，由陳庭欣擔任代言人。她在同年受訪時表示，男友計劃兩年後結婚。

## 演出作品

### 電視劇
| 首播     | 劇名                   | 角色              |
| 無綫電視 |                        |                   |
| 2012年   | 法網狙擊               | 索女              |
| 2014年   | 單戀雙城               | Applebaby         |
| 2014年   | 愛·回家 (第一輯)       | 缪雪心（Elaine）  |
| 2014年   | 載得有情人             | Shirley           |
| 2014年   | 名門暗戰               | 何美琪（Kay）     |
| 2015年   | 樓奴                   | 唐安妮（Annie）   |
| 2015年   | 愛·回家 (第二輯)       | Juliababy         |
| 2016年   | 鐵馬戰車               | 賀珮中（Pearl）   |
| 2016年   | 公公出宮               | 金帶子            |
| 2016年   | 潮流教主               | Daisy             |
| 2016年   | 超能老豆               | Pat               |
| 2016年   | 致命復活               | 葉青（Ivy）       |
| 2017年   | 迷                     | 蘇敏（Rachel）    |
| 2017年   | 全職沒女               | Pisa K            |
| 2017年   | 踩過界                 | 潘安（Annie）     |
| 2018年   | 平安谷之詭谷傳說       | 楊澄澄            |
| 2018年   | 宮心計2深宮計          | 王葭              |
| 2018年   | 兄弟                   | 呂慧冰（Olivia）  |
| 2019年   | 機動部隊2019           | 阿筠              |
| 2019年   | 多功能老婆             | 洪玉梅（Joey）    |
| 2020年   | 踩過界II               | 潘安（Annie）     |
| 2021年   | 陀槍師姐2021           | 關莎黛（Sade）    |
| 2021年   | 換命真相               | 朱筱筱（Vanessa） |
| 2022年   | 雙生陌生人             | 李琪              |
| 2022年   | 回歸                   | 尹智賢            |
| 2022年   | 輕·功                  | 如師姐            |
| 2022年   | 有種好男人             | 譚麗欣            |
| 2023年   | 寵愛Pet Pet            | 程何婉琴          |
| 2024年   | 婚後事                 | 何若雪            |
| 2024年   | 法證先鋒6 倖存者的救贖 | 李玥              |
| 未播映   | 非常檢控觀             |                   |
| 邵氏兄弟 |                        |                   |
| 2023年   | 廉政狙擊               | 萬佩芝（Grace）   |

### 電影
| 年份   | 片名         | 角色            |
| 2018年 | L風暴        | 李慧雅（Cindy） |
| 2020年 | 家有囍事2020 | 荷官            |
| 2021年 | G風暴        | 李慧雅（Cindy） |
| 2022年 | 忽然心動     | 方澄（澄澄）    |
| 2023年 | 女子監獄     | 黃珊珊          |

### 電視節目（無綫電視）
2010年
- 6月26日、7月3日：美麗觸印
- 7月17日：美麗觸印真情話
- 7月24日：當香港小姐遇上香港先生時
- 8月1日：2010年度香港小姐競選決賽
- 8月29日：名人廚房
- 9月10日：今日VIP
- 11月6日：2010年度國際中華小姐競選
- 11月14、21日：新美麗新加坡

2011年
- 1月8日：慈善星輝仁濟夜
- 3月27日：甜心先生
- 4月2日：魔法擂台 (「美女觀魔團」團員/表演嘉賓)
- 6月－7月：為食總司令（越南篇）
- 7月1日：香港各界慶回歸14周年嘉年華
- 7月2日：魔法擂台 (「美女觀魔團」團員/表演嘉賓)
- 7月9日：明愛暖萬心
- 7月31日：TVB最受歡迎廣告頒獎典禮 2011
- 8月7日：2011年度香港小姐競選決賽
- 9月6日：千奇百趣省港澳
- 9月12日：沙田月滿樂安居
- 10月22日：善心滿載仁愛堂 主持
- 11月19日：萬千星輝賀台慶 2011
- 12月2日：知法守法
- 12月22日：Dolce Vita（港生活‧港享受）

2012年
- 1月22日：行運一條龍
- 2月1日、2日：登登登對
- 2月5日：慈善星輝仁濟夜
- 2月25日、 3月3、10日、9月29日：姊妹淘
- 2月28日：財智達人II
- 3月10日：千奇百趣高B班
- 3月17日：博愛歡樂傳萬家
- 3月22日：靚人靚湯
- 5月20日：食得峰騷
- 5月26日：飲食天王頒獎典禮2012
- 6月10日：五覺大戰
- 6月23日：明愛暖萬心
- 6月30日：TVB最受歡迎廣告頒獎典禮 2012
- 7月2日、6日：香港龍舟嘉年華2012
- 7月25日：香港小姐旅遊大使競選2012
- 7月28日：倫敦奧運開幕大派對
- 8月9、10日：玩轉三周1/2
- 9月11日：千奇百趣東南亞
- 9月23日：救護精英愛心SHOW 2012
- 10月1日、10月5日：顯赫盛事 馬球承傳
- 10月13日：善心滿載仁愛堂
- 10月14日：甜心先生
- 11月19日：萬千星輝賀台慶 2012
- 11月19日、12月5-7、20-21日：瘋狂歷史補習社
- 12月8日：歡樂滿東華 2012
- 12月17日、12月28日：海上明珠
- 12月23日：與街外人正式結緍

2013年
- 1月2日：體通體透
- 1月4日：都市閒情
- 1月5日：慈善星輝仁濟夜
- 1月28日、2月1日：雪地馬球世界盃 顯赫馬球生活
- 2月10日：靈蛇喜舞賀新禧
- 3月9日：一級美味
- 3月30日 11月11、14日：姊妹淘
- 4月22日、4月26日：緣定海灘
- 5月11日：玩嘢王
- 7月2-4日：反斗紅星放暑假
- 7月15、26日：樓按周轉鬆一鬆
- 8月13日：千奇百趣玩FREE D
- 9月23日：越夜越美味
- 9月30日、10月11日：理財有策

2015年
- 7月21日：超強選擇1分鐘

2016年
- 2016年至今 東張西望
- 2月11日：新春開運王
- 福星澳遊耀新歲
- 2月22日、25日、3月1日：湊仔攻略
- 3月20日：男人食堂
- 4月4日：Do姐有問題
- 5月19、20日：星星探親團英國北威爾斯、曼徹斯特篇
- 7月2、9日：3日2夜泰國華欣、芭堤雅篇
- 7月10日：Sunday好戲王
- 11月20日：我愛香港
- 12月3日：歡樂滿東華2016

2017年
- 千奇百趣特工隊
- 請勿關燈
- 5月13日:玩轉香港日與夜（第9集主持,與莊思敏、莊思明、郭子豪一同主持）
- 寵物大聯萌
- 阿爺Big Big廚房
- C AllStar泰空曼遊
- 3日2夜
- 我係小廚神3
- 丁酉年沙田龍舟競渡

2018年
- 新春開運王（第三輯）
- 海上夏日郵樂園
- 美女廚房
- 歡樂滿東華
- 一帶一路一狀元

2019年
- 慈善星輝仁濟夜
- 金豬耀保良
- 金豕報歲花車巡遊匯演
- 公益金萬眾同心50年
- 沙田龍舟競渡
- 3日2夜
- 我的寵物+我的寵物夏日反斗嘉年華
- 善心滿載仁愛堂
- 二億人的世界

2020年
- 慈善星輝仁濟夜
- 金鼠賀歲迎新春
- 星光熠熠耀保良

2021年
- 慈善星輝仁濟夜
- 金牛獻瑞賀新禧
- 明星運動會
- 大玩特玩萬聖節

2022年
- 萬眾同心公益金

2023年
- 歡樂滿東華2023

2024年
- 慈善星輝仁濟夜
- 除夕倒數迎金龍
- 博愛歡樂傳萬家

## 曾獲獎項及提名

### 香港小姐競選
| 年份   | 頒獎典禮                 | 獎項         | 結果 |
| ------ | ------------------------ | ------------ | ---- |
| 2010年 | 《2010年度香港小姐競選》 | 冠軍         | 獲獎 |
| 2010年 | 《2010年度香港小姐競選》 | 國際親善小姐 | 獲獎 |
| 2010年 | 《2010年度香港小姐競選》 | 旅游大使奖   | 獲獎 |

### 萬千星輝頒獎典禮
| 年份   | 獎項                    | 劇集／節目                                           | 結果     |
| ------ | ----------------------- | ---------------------------------------------------- | -------- |
| 2017年 | 最佳女配角              | 《踩過界》                                           | 提名     |
| 2018年 | 最佳女配角              | 《兄弟》                                             | 提名     |
| 2018年 | 馬來西亞最喜愛TVB女主角 | 《兄弟》                                             | 提名     |
| 2018年 | 新加坡最喜愛TVB女主角   | 《兄弟》                                             | 提名     |
| 2019年 | 最佳女配角              | 《多功能老婆》                                       | 提名     |
| 2021年 | 最佳女配角              | 《換命真相》                                         | 提名     |
| 2021年 | 最佳女主持              | 《2020東京奧運》                                     | 提名     |
| 2022年 | 最佳女主持              | 《東張西望》                                         | 最後十強 |
| 2023年 | 最佳女主持              | 《東張西望》、《慈善星輝仁濟夜》、《歡樂滿東華2023》 | 最後十強 |
| 2023年 | 最佳女配角              | 《寵愛Pet Pet》                                      | 提名     |

## 其他

### 法國勒芒採訪非禮事件
陳庭欣與另一名無綫藝員李思雅在2013年6月到法國勒芒採訪賽車，拍攝期間李思雅差點被劫，然後更遭一班外籍男士撫摸屁股，由於當時要拍攝有氣氛一刻，李思雅只好啞忍及強顏歡笑，直至完成拍攝才急步離開。而陳庭欣亦遭醉男攬腰。

### 食燈籠玩月餅
陳庭欣在2016年4月25日主持電視節目《東張西望》時，因口誤而爆出堪稱2016年絕世金句潮語「食燈籠玩月餅」，此佳句即時成為當今最潮爆之潮語，不讓蔡卓妍的「然後買襪買衫可以做風紀」專美。

## 外部連結
- 陳庭欣的新浪微博
- 陳庭欣TVB blog （页面存档备份，存于）
- 陳庭欣的Facebook專頁
- 陳庭欣的Instagram帳戶
- 陳庭欣在香港影庫上的簡介

| 前任： 劉倩婷 | 香港小姐競選冠軍 2010年 | 繼任： 朱晨麗 |

| 前任： 黃嘉麗 | 香港小姐競選友誼小姐 2010年 | 繼任： 梁麗翹 |